# Махсум, Хасан
Хасан Махсум (уйг. ھەسەن مەخسۇم‎), также известный как Абу-Мухаммед аль-Туркестани и Асхан Самат — уйгурский радикальный исламист, основатель и 1-й амир (лидер) Исламского движения Восточного Туркестана, считающегося в КНР и США исламистской террористической организацией, подозреваемой в связях с Аль-Каидой.
Он был уничтожен пакистанскими войсками во время контртеррористической операции 2 октября 2003 года.

## Политическая деятельность
Махсум был связан с Исламским движением Восточного Туркестана с ранних лет своей жизни; в возрасте 20 лет он уже был инструктором в тренировочном лагере, проповедуя джихад и призывая оказывать вооруженное сопротивление китайским властям. Он был арестован китайской полицией в октябре 1993 года за террористическую деятельность и приговорен к 3 годам исправительных работ. После бегства из Китая в 1997 году, Махсум проживал в Афганистане и Пакистане. Он получил афганский паспорт от Талибана. В начале 1999 года он, по слухам, встречался с Усамой бен Ладеном, который предложил ему финансовую помощь в размере 300 тысяч долларов США. Но сам Махсум отрицал какую-либо связь с бен Ладеном. Китайское правительство обвиняло его в организации серии террористических актов, включая ограбление и убийство в Урумчи 4 февраля 1999 года и в убийствах в Хотанском уезде 14 декабря того же года. Считается, что он координировал эти акции под оперативным псевдонимом «Муталиф Касим».
В интервью, данном в январе 2002 года, Махсум отрицал получение какой-либо поддержки от Аль-Каиды.

## Смерть
Китайские, пакистанские и американские официальные представители утверждают, что Махсум был убит пакистанскими войсками около афганской границы во время утренней атаки на предполагаемый тренировочный лагерь Аль-Каиды в Южном Вазиристане 2 октября 2003 года. Его тело было обнаружено среди тел восьми убитых террористов. СМИ первоначально утверждали, что это была совместная операция США и Пакистана, но вскоре пресс-секретарь пакистанской армии генерал-майор Шаукат Султан опроверг участие американцев в данной акции. Султан также заявил, что тест ДНК подтвердил, что среди убитых был Махсум. В идентификации личности приняли участие представители КНР.